# Eyes Set to Kill
Eyes Set to Kill (Abreviado ESTK) es una banda de post-hardcore formada a finales del 2003, originaria de Tempe, Arizona. por las hermanas Alexia y Annisa Rodríguez y la vocalista Lindsey Vogt, tras cambios drásticos en la formación, la banda se hace conocida en el 2006 con Brandon Anderson (voces guturales, guitarra rítmica, sintetizadores), Lindsey Vogt (voces claras), Alexia Rodríguez (guitarra principal, piano, coros), Alex Torres (guitarra rítmica, coros), Annisa Rodríguez (bajo, coros) y Caleb Clifton (batería). Bajo esa formación lanzan su primer trabajo, el EP When Silence Is Broken, The Night Is Torn.
Tras la salida de Vogt en el 2007 (siendo reemplazada por Alexia) y la entrada del guitarrista principal Greg Kerwin, la banda graba y lanza su primer álbum, Reach, en febrero del 2008. En junio del 2009, la banda lanza su segundo álbum de estudio, The World Outside, el que cuenta con la participación del vocalista Craig Mabbitt en el tema Deadly Weapons. Tras la partida de Anderson, debido a problemas personas y el desgaste de su cuerdas vocales, la banda graba su tercer álbum en marzo del 2010, junto al vocalista Justin Denson, Broken Frames se lanzó en junio del 2010, tras el lanzamiento del álbum Denson dejó la banda, siendo reemplazado por el actual vocalista.
El cuarteto (Alexia, Annisa, Caleb y Cisco) lanzó su cuarto álbum, White Lotus, en agosto de 2011, con su propio sello, Forsee Records.
Actualmente la banda está integrada por la vocalista y guitarristas Alexia Rodríguez y el baterista Caleb Clifton. 

## Historia

### Inicios (2003-2008)
La banda se formó a finales del 2003, en Tempe, Arizona. Por Lindsey Vogt, Alexia y Annisa Rodríguez, bajo el nombre de Eyes Set to Kill (Ojos listos para matar) nombre derivado de una línea de un poema de Alexia escribió en la secundaria. Entre los años 2003 y 2006, diversos miembros fueron expulsados e integrados en la banda. En el 2006 la banda se hizo conocida con el vocalista masculino y tecladista Brandon Anderson, la vocalista femenina Lindsey Vogt, la vocalista, pianista y guitarrista principal, el guitarrista rítmico Alex Torres, la bajista Annisa Rodríguez y el baterista Caleb Clifton. Entre esos años la banda compartió escenario con bandas como Chiodos, Blessthefall, Tomorrow Goodbye, My American Heart y Greeley Estates.
El 6 de julio de 2006, la banda lanzó su primer trabajo, When Silence is Broken, The Night is Torn. En el 2007, la vocalista Lindsey Vogt dejó la banda, por lo que Alexia Rodríguez ocupó su lugar, pasando a ser guitarrista rítmica a la vez.
En marzo del 2007, la banda lanzó el DVD A Day with Eyes Set to Kill, el que contiene sus cuatro primeros videos musicales (Liar in the Glass, Beauty Through Broken Glass, This Love You Breathe y Darling). Además de entrevistas personales y presentaciones en vivo. El material vendió 11 mil copias.

### Reach (2008-2009)
La banda lanzó su primer álbum, Reach, el 19 de febrero de 2008, junto a Break Silence Records. Este alcanzó el puesto #29 en el US Heat y vendió 1900 copias en su primera semana.

### The World Outside(2009-2010)
El video de Heights se lanzó el 27 de mayo.
The World Outside se lanzó el 2 de junio de 2009. Según palabras de Alexia: este nuevo álbum es mucho más oscuro. El álbum vendió 2400 copias en su primera semana. Alcanzó el puesto #9 en el Billboard y el #26 en el Top Independent Albums.
El 1 de abril, Brandon Anderson renunció a la banda. Caleb explicó: Dejó de fumar por una chica, pero no fue sólo eso. Realmente se dañó las cuerdas vocales y no podrá gritar más.

### Broken Frames(2010-2011)
En diciembre del 2010, la banda anunció el inicio de una gira mundial por Rusia, Reino Unido, Europa y América del Sur.
El 25 de marzo, la banda anunció que se tercer álbum ya estaba completamente grabado. Broken Frames se lanzó el 8 de junio de 2010. Alcanzó el puesto #8 en el US Heat Contiene las voces del vocalista Justin Denson, el que fue reemplazado por.
El 27 de enero de 2011, en un blogspot escrito por Alexia Rodríguez, revela la salida de Greg Kerwin. Por lo que David Molina ocupó su puesto parcialmente, en su tour por Alaska. Más tarde, Miranda ocupó la posición de Kerwin.
En Twitter, la banda anunció la creación de 2 nuevas canciones, Where You Wanna Be fue interpretada el 20 de marzo en Anaheim, California.
El 2 de marzo, Eyes Set To Kill fue anunciado para la versión anual del Vans Warped Tour 2011, desde el 5 al 14 de agosto.

### White Lotus(2011-2012)
La banda estuvo de gira en el Horror Nights Tour encabeza por Aiden, junto a Get Scared, Vampires Everywhere y Dr. Acula del 13 de mayo al 23 de julio.
El 27 de abril, Eyes Set To Kill entró a estudio en Ocala, Florida, con el productor Andrew Wad. El 11 de mayo, se anunció que el LP ya estaba completamente grabado. El 30 de mayo, la banda anunció el lanzamiento de su cuarto álbum de estudio, White Lotus, el que será lanzado el 9 de agosto.
El 10 de junio, la banda lanzó el sencillo The Secrets Between. El 7 de junio, la banda anunció que rompió con Break Silence, y que desde ahora trabajarían con su propia casa discográfica independiente, Forsee Records.
El 16 de agosto, la ex casa discográfica de la banda, Break Silence Records lanzará el compilatorio The Best Of ESTK, el que contendrá 13 temas de sus tres primeros álbumes de estudio y 3 temas en acústico, Reach, The World Outside y Come Home.

### Masks(2013-2015)
Masks es el quinto álbum de estudio de la banta americana de metalcore Eyes Set to Kill. El álbum fue lanzado el 17 de septiembre de 2013 por Century Media Records.
Phil Freeman de Alternative Press dijo que "Eyes Set to Kill presenta un metal amplio, incluso nü-metal". Además, Freeman escribió que "Sus riffs son feroces y pesados, respaldados por poderosos grooves, pero es el conjunto de melodías vocales el que da el mayor golpe".
El 7 de febrero de 2014, Cisko Miranda anuncia su retiro de la banda.

### El 5 de mayo de 2016, Anissa anuncia su retiro de la banda
SElF-TITLED (2018)
Eyes Set to Kill es el sexto álbum de estudio de la banda estadounidense  Eyes Set to Kill,  lanzado el 16 de febrero de 2018 a través de Century Media Records. En marzo de 2017, "Break" fue lanzado como el primer sencillo del álbum. Album mas inclinado a un sonido hard rock con buenas baladas y buena propuesta instrumental
| No.             | Título                 | Tiempo |
| --------------- | ---------------------- | ------ |
| 1.              | "Burn Down"            | 0:53   |
| 2.              | "Die Trying"           | 3:35   |
| 3.              | "Not Sorry"            | 3:46   |
| 4.              | "Break"                | 3:09   |
| 5.              | "Survive"              | 3:15   |
| 6.              | "Never Forget"         | 3:36   |
| 7.              | "Saved You with a Lie" | 3:25   |
| 8.              | "Devastated"           | 4:01   |
| 9.              | "Letting Go"           | 3:45   |
| 10.             | "Drift Away"           | 3:17   |
| 11.             | "Misery"               | 3:08   |
| 12.             | "Voices"               | 2:46   |
| 13.             | "Who We Used to Be"    | 2:58   |
| Total duración: | Total duración:        | 38:09  |

DAMNA EP (2021)
DAMNA Publicado el 3 de diciembre de 2021. DAMNA es el segundo EP de la banda  de Arizona Eyes Set To Kill. El proyecto consta de seis sencillos y cuenta con la colaboracio de howart jones(ex killswichs engage) y Heidi Shepherd (butcher babies).
DAMNA es el segundo EP de la banda de Arizona Eyes Set To Kill. El proyecto de seis canciones se lanzó el 3 de diciembre de 2021 a través de Revival Recordings.Antes de su lanzamiento, la vocalista Alexia Rodríguez compartió con el PRP:  Antes del caos y la destrucción de 2020, había estado cultivando un concepto para nuestra próxima música basado en mis propias experiencias con variaciones de pérdida. A medida que transcurrían los meses, la idea adquirió una nueva resonancia a medida que el mundo compartía colectivamente esa misma experiencia. Todos estábamos enfrentados para mirar hacia adentro, pero cuando comenzamos a escalar nuestra salida, me sentí despertado por el poder de la percepción y la forma en que elegimos percibir los acontecimientos de esta vida. Tenemos el poder de elegir ver que todo lo que perdemos ocurre para ayudarnos a descubrir aún más nuestro verdadero yo. Estamos emocionados de presentar el capítulo de Eyes Set To Kill, la era de DAMNA, y esperamos que juntos podamos encontrar algo de luz en la oscuridad.
Este ep cuenta con un sonido mas inclinado al rock alternativo y hard rock 
Cuenta con liricas profundas y intrumentales bien ambientadas
Lista de canciones
1. The Sound Eye
2. Room 102
3. Afterlife
4. Bury Your Name
5. Face The Rain (feat. Howard Jones)
6. Sink Your Teeth (feat. Heidi Shepherd)

## Miembros
| Miembros actuales - Alexia Rodriguez – voces (2007–presente), guitarras, bajo, teclados (2003–presente) - AJ Bartholomew – guitarra rítmica, bajo, voces, coros (2017–presente) - Caleb Clifton – batería, percusión, samples (2006–presente) Miembros de apoyo actuales - Kevin Koelsch – bajo (2019–presente) Miembros anteriores de apoyo - Justin Whitesel – guitarra rítmica (2011) - David Molina – guitarra rítmica (2011) - Manny Contreras – guitarra rítmica (2014–2015) - Comron Fouladi – bajo, coros (2017–2019) | Miembros anteriores - Spencer Merrill – voces (2003) - Lindsey Vogt – voces (2003–2007) - Austin Vanderbur – voces (2003–2005) - Brandon Anderson – voces, teclados, guitarra rítmica (2005–2010) - Justin Denson – voces, teclados (2010) - Cisko Miranda – voces, guitarra rítmica (2011–2014) - Zack Hansen – guitarra rítmica (2003–2005) - John Moody – guitarras (2005–2006) - Alex Torres – guitarras, coros (2006–2007) - Greg Kerwin – guitarra rítmica (2007–2011) - Anissa Rodriguez – bajo (2003–2016) - Tiaday Xavier Ball – bajo, coros (2017) - David Phipps – batería, percusión (2003) - Milad Sadegi – batería, percusión (2003–2006) |

## Discografía
- When Silence Is Broken, the Night Is Torn EP (2006)
- Reach (2008)
- The World Outside (2009)
- Broken Frames (2010)
- White Lotus (2011)
- Masks (2013)
- Eyes Set to Kill (2018)
- House of glass sencillo (2020)
- find our way sencillo (2021)
- Damna ep (2021)

## Premios y nominaciones

### Revolver Golden Gods Awards
| Año  | Miembros                  | Premio                    | Resultado  |
| ---- | ------------------------- | ------------------------- | ---------- |
| 2010 | Alexia & Anissa Rodríguez | Hottest Chick(s) in Metal | Nominación |